# Branco-Escola
La branco-escola est un cépage blanc du Nord-Ouest du Portugal, région du Vinho verde, qui est autorisé pour l'élaboration d'un vin blanc de qualité. Longtemps cultivé en hautain, il est aujourd'hui conduit sur cruzeta.